# 穆西納冰川
65°01′30″S 61°51′00″W / 65.02500°S 61.85000°W

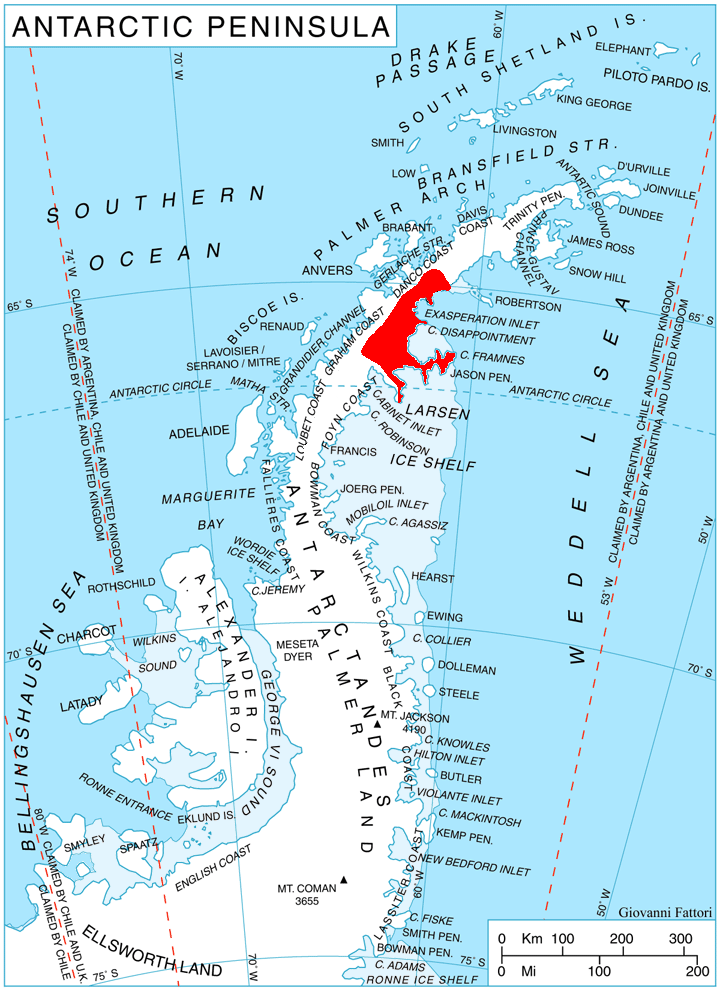

穆西納冰川是南極洲的冰川，位於葛拉漢地，長7公里、寬3.5公里，處於格林冰川以南和伊文斯冰川以北，最終注入威德爾海，以保加利亞的北部鄉鎮命名。

## 外部連結
- Musina Glacier. （页面存档备份，存于） SCAR Composite Antarctic Gazetteer.

{[Antarctica-geo-stub}}